# 奥斯卡·奥尔斯塔
奥斯卡·奥尔斯塔（挪威語：Oscar Olstad，1887年6月22日—1977年4月2日），挪威男子竞技体操运动员。他曾代表挪威获得1912年夏季奥运会体操比赛男子团体瑞典式铜牌。他于1977年在萨尔普斯堡去世。